# Samsung Galaxy Note 8
Samsung Galaxy Note 8 — смартфон от южнокорейской компании Samsung Electronics семейства Samsung Galaxy Note. Является седьмым по счёту аппаратом «основной» линейки Note, поскольку номер 6 был пропущен компанией в маркетинговых целях. Как и все устройства этой линейки, SGN8 оснащён стилусом S Pen, а его экран распознаёт 4096 степеней силы нажатия — вдвое больше по сравнению с предшественниками. Экран имеет диагональ 6,3 дюйма, разрешение 1440x2960 точек и отношение сторон 37:18. Технически устройство похоже на Samsung Galaxy S8+ — похожая конструкция, те же материалы корпуса, аналогичное аппаратное обеспечение. Существенные различия лишь в наличии стилуса и связанных с этим программных возможностях.
Девайс был представлен 23 августа 2017 в Нью-Йорке. Российская презентация состоялась 8 сентября.

## Разработка
В августе 2016 года компания Samsung Electronics выпустила смартфон Samsung Galaxy Note 7. Его предшественником в линейке был Note 5, однако компания отказалась от использования числа 6, поскольку было решено привести к единому значению нумерацию линеек Galaxy Note и Galaxy S: последняя всегда опережала первую, поскольку первый Note появился через полтора года после первого S, и, по мнению маркетологов, это создавало путаницу и мешало имиджу стилусной серии. Кроме того, почти одновременно с новым Note в продаже появлялся его главный конкурент Apple iPhone 7 Plus. Помимо изменения нумерации, Samsung впервые решил выпустить новинку не осенью, а в августе. Однако такая спешка ни к чему хорошему не привела: из-за конструктивных просчётов аккумуляторы Note 7 нередко загорались и взрывались. Выпуск обновлённой серии положение не спас, и опозорившаяся компания была вынуждена отозвать все Note 7 из продажи и компенсировать стоимость покупателям. После такого появились слухи о том, что линейка Note будет упразднена в связи с негативным имиджем, однако вскоре эти слухи были опровергнуты.
В декабре 2016 появилась информация, что аккумуляторы для следующего смартфона стилусной линейки будет выпускать компания LG Display. Впоследствии неоднократно появлялись слухи, что новинка будет оснащена экраном с разрешением UltraHD, но они не подтвердились. Кроме того, стало известно, что Note 8 будет иметь аккумулятор ёмкостью всего 3300 мАч, что меньше, чем в Note 7 и S7 Edge. Однако такой шаг назад не ведёт к снижению времени автономной работы смартфона, поскольку её компенсирует энергопотребление компонентов (особенно экрана, процессора и радиомодуля).
При разработке компания планировала впервые использовать сканер отпечатков пальцев, встроенный в экран, однако у компании возникли трудности с разработкой, а именно не удалось добиться абсолютной прозрачности и неизменности цвета экрана в том месте, где расположен сканер, поэтому от инновации было решено отказаться и разместить его на спинке рядом с модулем камеры, как в Galaxy S8. Было известно, что пользователи SGS8 часто промахиваются мимо сканера и пачкают камеру, поэтому конструкцию слегка изменили.

## Позиционирование и рыночные перспективы
SGN8 позиционируется как бизнес-устройство для тех, кто хочет получить смартфон с максимальными возможностями. По сравнению с первыми Note позиционирование несколько изменилось. Samsung больше не пытается угодить технофанатам, производственный цикл изменился так, чтобы Note не получал самые последние наработки, а становится улучшенным аналогом уже существующего флагмана из серии Galaxy S. Всё самое лучшее должен получить S9, который на момент выхода Note 8 уже находился в разработке, в то время как в Note будет активно подсвечиваться и продвигаться то, что является его сильными сторонами.
В сегменте B2B планы производителя на SGN8 очень велики, этот девайс будет предлагаться корпорациям в рамках существующих и новых проектов, причём по объективным причинам никаких аналогов такому решению в текущий момент нет. На корпоративном рынке будет продвигаться устройство Samsung DeX — док-станция, позволяющая подключить смартфон к монитору и пользоваться им как полноценным компьютером.
В потребительском сегменте рынка у Samsung Galaxy Note 8 мало прямых конкурентов, основной из которых — Apple iPhone X. По мнению аналитиков, многие будут сравнивать два самых дорогих решения от лидеров мирового рынка смартфонов. Продажи всех других игроков в этом сегменте составляют от силы 5 %, а число этих игроков — около 10. Из заметных устройств-конкурентов можно назвать LG V30+ и Huawei Mate 10 Pro, а также флагманы других компаний, которые увидят свет в начале 2018 года.
Первоначально продажи SGN8 планировались в диапазоне до 10 % от продаж SGS8+. Но за несколько месяцев до начала продаж, после того, как партнёры стали размещать заказы, план пересмотрели и повысили его втрое. Согласно экспертному мнению, причина этого в том, что рынок поверил в продукт и считает, что он будет востребован. По мнению главы российского подразделения Samsung Дмитрия Гостева, аудитория линейки Note достаточно лояльна. Это подтверждается и статистикой заказов: так, например, в США в первый же день после анонса на него было оформлено 395000 предзаказов.

## Критика
Эксперты отмечают некоторые недостатки смартфона. Часть из них вызвана объективными причинами, некоторых же, по мнению аналитиков, можно было избежать.
Некоторые недостатки типичны для всей линейки Note. Например, большие размеры: несмотря на тонкие рамки, аппарат достаточно велик и к тому же имеет немалую по меркам смартфонов массу под 200 грамм. Смартфон довольно дорогой: на старте продаж в России SGN8 в модификации с 64 ГБ памяти (а другие в Россию официально не поставляются) стоил 69990 рублей. Это больше, чем средняя заработная плата в России на тот момент. Кроме того, все устройства от Samsung вскоре теряют в цене, поэтому продать б/у Note 8 дорого не получится.
Часть недостатков относится к техническим и в целом, по мнению эксперта, несущественна ввиду нечастого использования соответствующих функций и их заменимости. Можно посетовать на отсутствие FM-радио и ИК-порта, ТВ-тюнера, а также ограничения работы NFC, поскольку модуль NFC производства Samsung, а не NXP, как в большинстве устройств, работает не со всеми проездными билетами. Спаренный слот для SIM-карт и карты памяти исключает возможность использования карты памяти и двух симок одновременно.
Некоторые пользователи жалуются на подлагивания и фризы интерфейса операционной системы, что кажется нереальным в столь мощном и дорогом устройстве, провоцирует новый виток шуток про TouchWiz.

## Технические характеристики
- Операционная система: Android 7.1 Nougat с последующим обновлением до Android Pie.
- Дисплей 6,4 дюйма, 1440x2960 пикселей, SuperAMOLED, 521 ppi, Always On Display, HDR10, адаптивная настройка цветов и яркости, коррекция цвета, яркость в автоматическом режиме до 1200 нит.
- Чипсет Exynos 8895, 8 ядер Mongoose (4 ядра 2,35 ГГц, 4 ядра 1,9 ГГц), 64 бит, 10 нм, на некоторых рынках модели доступны на Snapdragon 835.
- 6 ГБ оперативной памяти (LPDDR4), 64/128/256 ГБ встроенной (UFS 2.1), карты памяти до 2 ТБ, комбинированный слот.
- Поддержка двух nanoSIM-карт, один радиомодуль.
- Аккумулятор Li-Ion 3300 мАч, встроенная беспроводная зарядка WPC/PMA, быстрая зарядка Adaptive Fast Сharging за 65 минут до 100 %.
- Фронтальная камера, 8 мегапикселей, автофокус, f/1,7, 1/3,6".
- Основная камера сдвоенная, 12 мегапикселей каждый модуль. Основной модуль f/1,7, OIS, светодиодная вспышка, запись видео в 4К, multiframe, PDAF, 1/2,55", второй модуль телефото f/2,4, оптическая стабилизация, оптическое увеличение ×2, 1/3,6"
- Samsung Pay (NFC, MST).
- Wi-Fi 802.11 a/b/g/n/ac (2,4/5 GHz), VHT80 MU-MIMO, 1024QAM , Bluetooth® v 5.0 (LE up to 2Mbps), ANT+, USB Type-C, NFC
- Навигация: GPS, ГЛОНАСС, Galileo.
- Датчик отпечатка пальца, сканер радужки глаза, сканер лица.
- Акселерометр, барометр, гироскоп, геомагнитный датчик, сенсор Холла, датчик сердцебиения, датчик приближения, датчик RGB освещения, датчик давления.
- 2 одновременных подключения Bluetooth-устройств, возможность прослушивать одновременно звук из разных программ на разных аксессуарах
- LTE cat.16 (зависит от поддержки оператором).
- LTE FDD band B1(2100), B2(1900), B3(1800), B4(AWS), B5(850), B7(2600), B8(900), B12(700), B13(700), B17(700), B18(800), B19(800), B20(800), B25(1900), B26(850), B28(700), B32(1500), B66(AWS-3); TDD LTE band B38(2600), B39(1900), B40(2300), B41(2500); TD-SCDMA band B34(2010), B39(1880).
- Защита от воды и пыли IP68.
- Стилус S Pen, распознавание рукописного ввода, 4096 степеней нажатия, приложение для рисования и заметок.
- Цвета — Midnight Black, Maple Gold, Orchid Grey, Deep Sea Blue, Star Pink.
- Размеры — 162,5×74,8×8,6 мм, масса — 195 грамм.